# 漂亮丽蛛
漂亮丽蛛（学名：Chrysso pulcherrima）为球蛛科丽蛛属的动物。分布于日本、太平洋热带地区、西非、美国、台湾岛以及中国大陆的浙江、福建、广西、海南等地，主要栖息于甘蔗地，在甘蔗叶的下面生活。